# Lethariella flexuosa
Lethariella flexuosa är en lavart som först beskrevs av William Nylander och fick sitt nu gällande namn av J. C. Wei & Jiang. 
Lethariella flexuosa ingår i släktet Lethariella och familjen Parmeliaceae. Inga underarter finns listade i Catalogue of Life.